# Affoussiata Bamba-Lamine

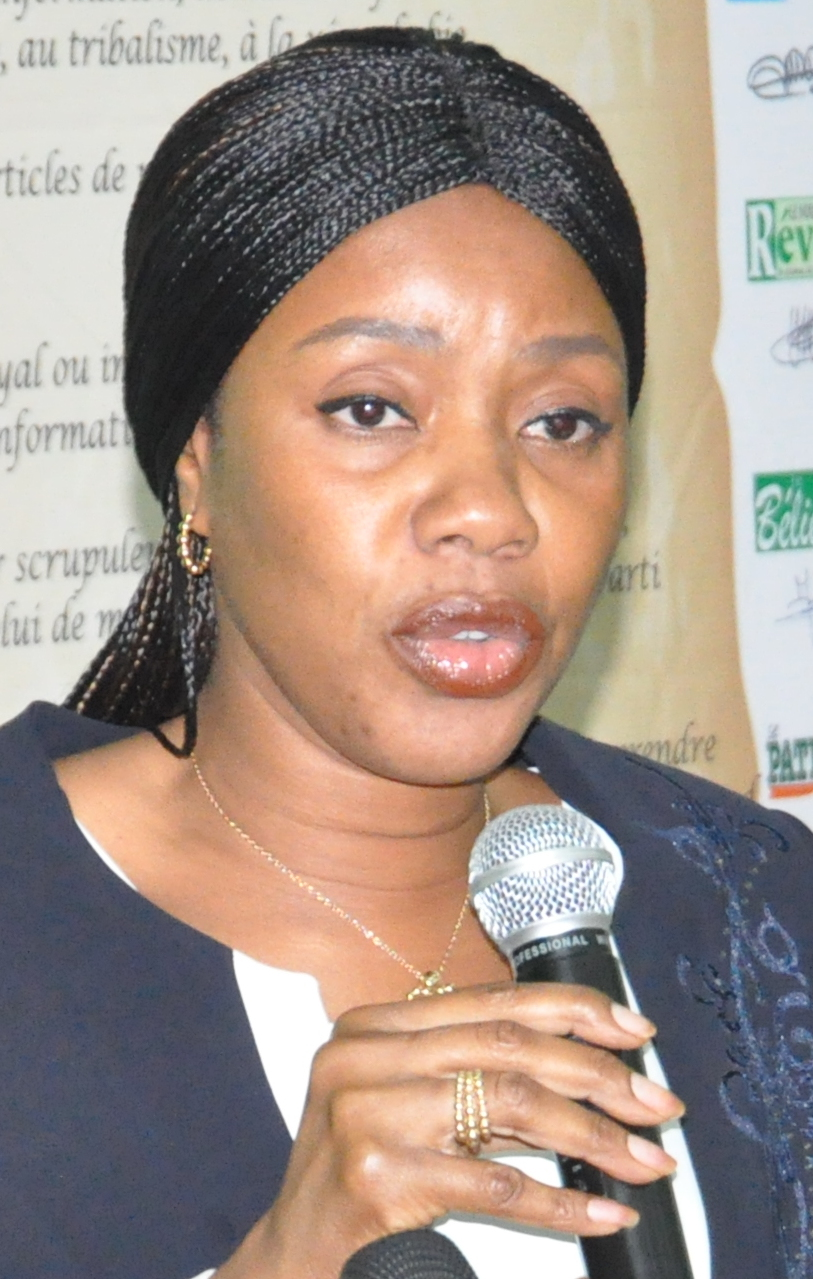
Affoussiata Bamba-Lamine (2015)

Affoussiata Bamba-Lamine (* 23. Juni 1970 in Abidjan) ist eine ivorische Politikerin und Rechtsanwältin. Von November 2012 bis Januar 2017 war sie Ministerin für Kommunikation.

## Leben
Bamba-Lamine wurde 1970 als Tochter des Oppositionspolitikers Moriféré Bamba geboren.
Ihre Schullaufbahn beendete sie mit einem Baccalauréat, dem französischen Pendant zum Abitur. Sie studierte Jura an der Universität Straßburg III (Université Robert Schuman), das Studium schloss sie mit einem Bachelor ab. Anschließend erwarb sie einen Masterabschluss an der Universität Paris X. An der Universität Nancy 2 promovierte sie in internationaler vergleichender Rechtswissenschaft.
Von 1997 bis 2001 war sie bei Saur als Rechtsanwältin beschäftigt. Seit 2001 ist sie als Rechtsanwältin bei der Pariser Anwaltskammer registriert, ihre primären Tätigkeitsgebiete sind internationales Wirtschaftsrecht und die Gestaltung internationaler Verträge.

### Politische Laufbahn
Von 2002 bis 2005 war sie Rechtsberaterin im Ministerium für Kommunikation. Sie unterstützte den Generalsekretär Guillaume Soro der Forces Nouvelles während des von 2002 bis 2007 stattfindenden Bürgerkrieges bei der Vorbereitung des Abkommens von Linas-Marcoussis, welches anschließend vom Sicherheitsrat der Vereinten Nationen als „die einzige Lösung für die Krise in Côte d'Ivoire“ bezeichnet wurde. Außerdem fungierte sie als Sprecherin der Forces Nouvelles.
Der Bürgerkrieg wurde 2007 durch den Vertrag von Ouagadougou beendet. Anschließend war Bamba-Lamine Sonderberaterin im Büro des Premierministers der Elfenbeinküste, dabei lag ihr Fokus auf der Bewältigung der Folgen des fünfjährigen Bürgerkrieges und der Kommunikation mit Europa und den USA. Dieses Amt übte sie bis 2012 aus.
Auch während der Regierungskrise 2010/2011 unterstützte sie die Forces Nouvelles und fungierte erneut als Rechtsberaterin von Guillaume Soro.
Bamba trat bei der Parlamentswahl vom 11. Dezember 2011 im 38. Wahlbezirk der Gemeinde Abobo erfolgreich für die liberale Partei Rassemblement des Républicains an; die Wahlen verliefen friedlich und markierten das Ende der Krise.
Ab April 2012 war sie bis zu ihrer Ernennung als Ministerin Teil der Nationalversammlung, dem Parlament der Elfenbeinküste, wo sie als Präsidentin der Kommission für allgemeine und internationale Angelegenheiten fungierte. Am 22. November 2012 wurde sie Ministerin für Kommunikation und stellvertretende Regierungssprecherin.
2014 kritisierte der damalige Generalsekretär von Reporter ohne Grenzen, Christophe Deloire, in einem offenen Brief an Bamba-Lamine die „Einmischung“ in die Medien von Benin, dies widerspreche den Beteuerungen ivorischer Regierungsvertreter, man setze sich für Medienpluralismus ein.
Im Mai 2016 kündigte sie die Liberalisierung des Fernsehens der Elfenbeinküste an.
Bei der Wahl 2016 kandidierte Bamba-Lambine in der Gemeinde Cocody. Sie erhielt nur 32 % der Stimmen und wurde von Yasmina Ouegnin, die 57 % Zustimmung erhalten hatte, besiegt. Kurze Zeit später trat sie als Kommunikationsministerin zurück und wurde im Januar 2017 von Bruno Koné abgelöst.

### Opposition
2017 wurde sie wieder Sprecherin der Forces Nouvelles, in dem Zuge bezeichnete das Nachrichtenmagazin Jeune Afrique Bamba-Lamine als eine der „20 einflussreichsten Politikerinnen“ der Elfenbeinküste.
Bamba-Lamine verteidigte den Abgeordneten Alain Lobognon, der am 13. Februar 2019 zu sechs Monaten Gefängnis verurteilt wurde.
Auch arbeitete sie erneut als Rechtsanwältin für Guillaume Soro, der sich ebenfalls ivorischer Strafverfolgung ausgesetzt sah, und gab in dieser Funktion Medienstatements ab. Die ivorischen Behörden warfen Soro die Veruntreuung öffentlicher Gelder vor, die Ermittlungen sorgten für landesweite Unruhe. Nach der Verhaftung Soros und der Aufhebung der Immunität von Abgeordneten, die sich positiv gegenüber dem Ex-Premier äußerten, bezeichnete Bamba-Lamine die Regierung Anfang 2020 als „Regime“, welches einen „autokratischen Abstieg“ vornehmen würde. Mitte April erreichte Bamba-Lamine einen Sieg vor der Afrikanischen Kommission der Menschenrechte, welche die ivorischen Behörden anwies, die Vollstreckung des gegen Guillaume Soro erlassenen internationalen Haftbefehls auszusetzen. Das Urteil wurde nicht umgesetzt. Am 28. April 2020 wurde Soro von einem ivorischen Gericht verurteilt; das Urteil nahm ihm die Möglichkeit, bei der Präsidentschaftswahl im Oktober 2020 zu kandidieren. Bamba-Lamine bezeichnete das Urteil als politisch motiviert.
Den amtierenden Präsidenten Alassane Ouattara forderte sie im April 2020 auf, zurückzutreten, er wolle sich „illegal“ eine dritte Amtszeit verschaffen; Hintergrund war dessen Ankündigung, im Oktober 2020 bei den Präsidentschaftswahlen erneut anzutreten. Eine dritte Amtszeit widerspricht ivorischem Verfassungsrecht. Ouattara gewann die Wahl.
Bamba-Lamine verteidigte auch Simon Soro; sie ließ Mitte 2020 verlauten, der Ende 2019 verhaftete Bruder des Ex-Premiers Guillaume Soro habe einen schlechten Gesundheitszustand, für den die Behörden verantwortlich seien.
Am 23. Juni 2021 wurde Affoussiata Bamba-Lamine in Abwesenheit wegen Verschwörung zu 20 Jahren Haft verurteilt; Guillaume Soro zu lebenslanger Haft. Die Ermittlungen stützten sich dabei unter anderem auf eine siebenminütige Audioaufnahme, in der sich Soro mit einem unbekannten Gesprächspartner über eine Kommunikationskampagne gegen die Regierung auszutauschen scheint. Bamba-Lamine lebte daraufhin im Exil in Frankreich. 2023 wurde ihr Haus in der Elfenbeinküste auf Anweisung eines Gerichtes geräumt, da sie drei Jahre lang ihre Miete nicht bezahlt hatte. Im Juli 2023 gab sie bekannt, dass sie aus dem Exil zurückkehren wolle. Im November 2023 lebte sie jedoch weiterhin im Exil.

## Persönliches
Bamba-Lamine ist verheiratet und hat zwei Kinder.

## Auszeichnungen
- Offizier des Ordens für nationale Verdienste (2011)
- Ritter des Ordens für nationale Verdienste (2013)[1]

## Veröffentlichungen
- Le Droit de l’Arbitrage en Droit OHADA, le Penant
- L’Enjeu du Droit de la Nationalité en Côte D’ivoire, le Penant
- Le Compromis politique, notamment les Accords politiques de Linas Marcoussis, le Penant